# 습기의 바다

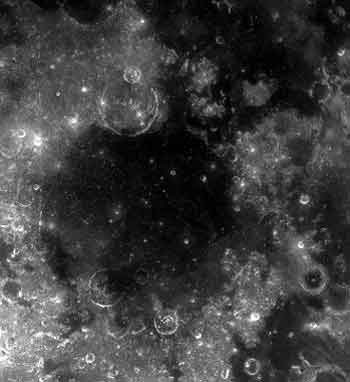
습기의 바다

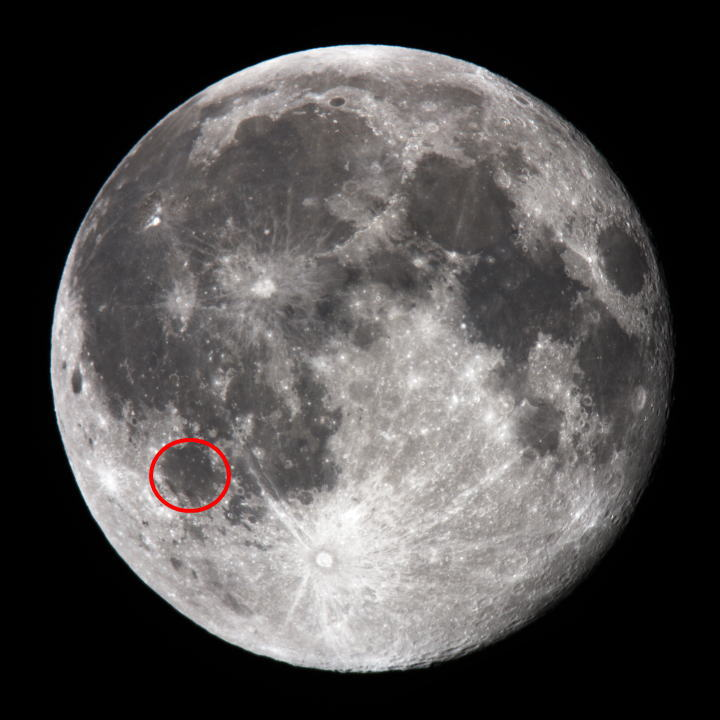
습기의 바다의 위치

습기의 바다(라틴어: Mare Humorum, 영어: Sea of Moisture)는 달의 폭풍의 대양 동남쪽에 위치한 달의 바다이다. 달의 앞면에 위치해 있다. 아폴로 계획에서 샘플을 채취하지 않아 정확한 연대는 알 수 없으나, 약 39억년 전에 형성된 것으로 추정된다. 습기의 바다 표면은 두꺼운 현무암으로 덮여 있으며, 중심부의 깊이가 약 3km 이상일 것으로 추정하고 있다. 직경은 389km이다.